# Yang Shi
Yang Shi (Xangai, 4 de gener de 1989) és un nedador d'estil lliure xinès.

## Biografia
Va començar nedant al Campionat Mundial de Natació de 2007, fent un temps discret de 23.73, deixant-li en el lloc 53.
Va fer la seva primera aparició olímpica als Jocs Olímpics de Londres 2012, nedant en la prova de 50 m lliure. Va nedar en la cinquena sèrie, i va quedar segon de la mateixa amb un temps de 22.64, insuficient per passar a les semifinals en quedar en la posició 26 en el sumari total.